# Relazioni bilaterali tra Italia e Germania

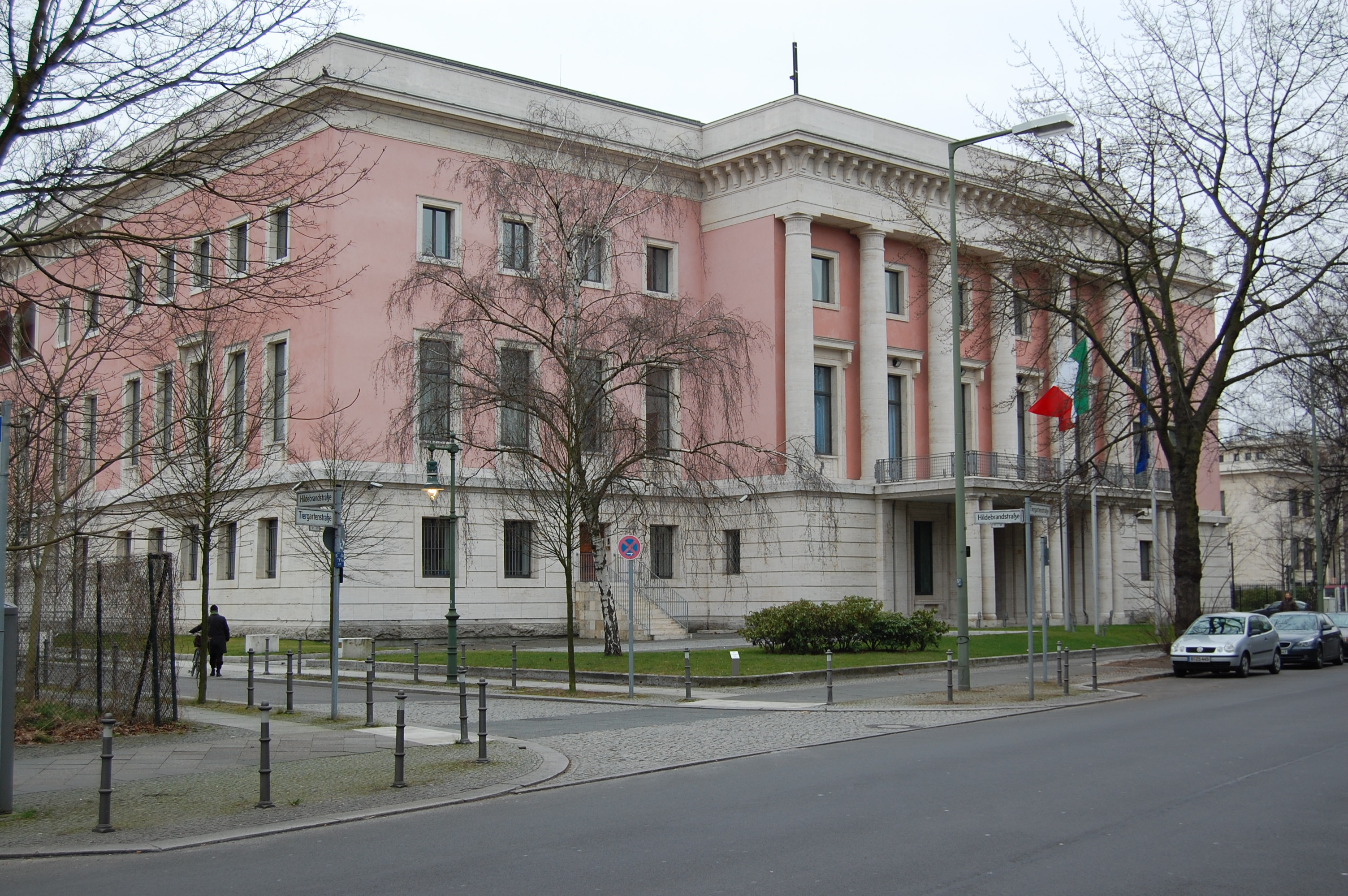
Ambasciata italiana a Berlino

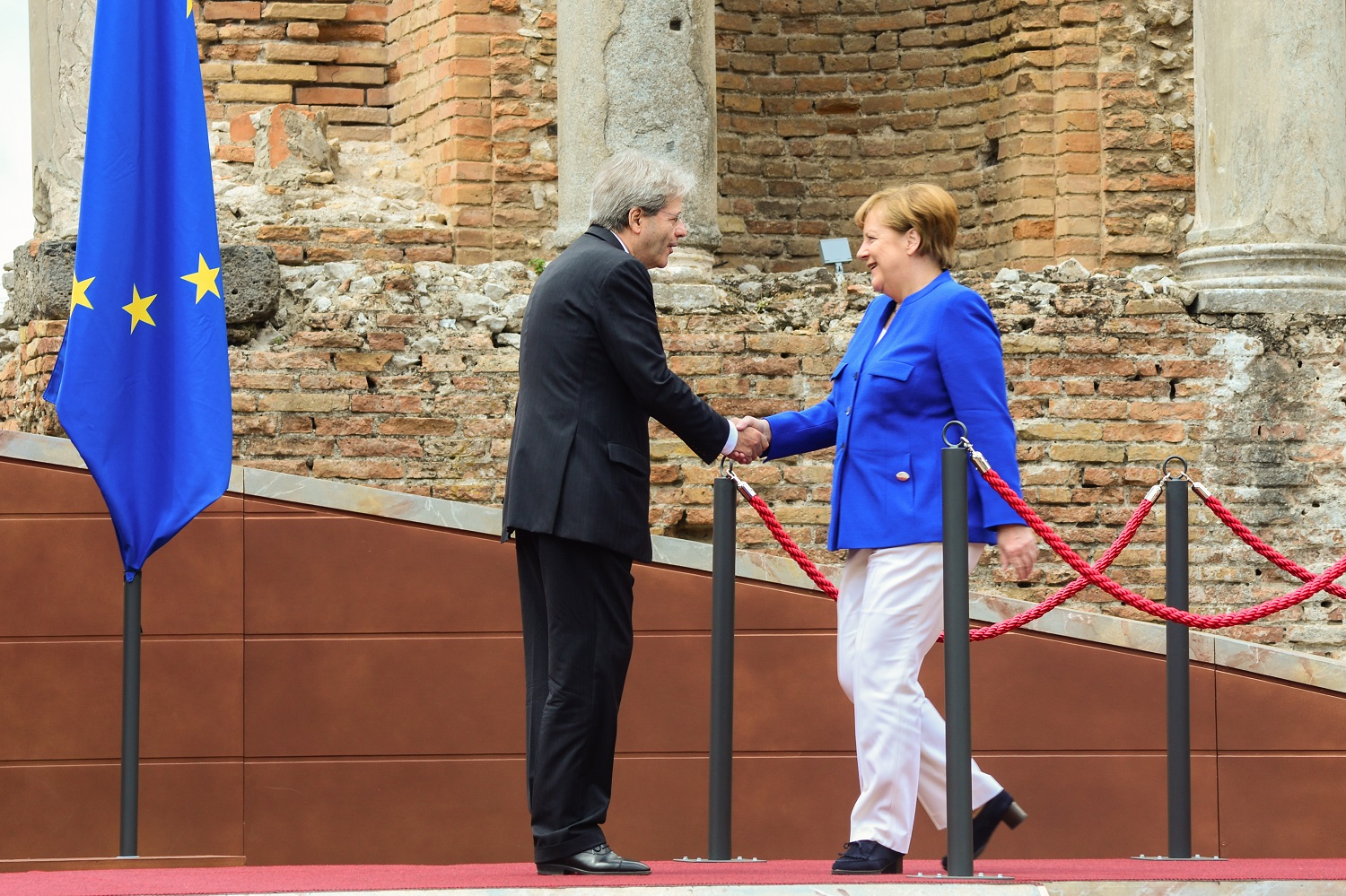
Il Presidente del Consiglio dei Ministri Paolo Gentiloni accoglie la Cancelliera tedesca Angela Merkel al G7 di Taormina

Le relazioni bilaterali tra Italia e Germania fanno riferimento ai rapporti diplomatici fra la Repubblica Italiana e la Repubblica Federale di Germania.
L'Italia ha un'ambasciata a Berlino, sette consolati generali (a Colonia, Dortmund, Francoforte sul Meno, Friburgo, Hannover, Monaco di Baviera, e Stoccarda), un'agenzia consolare (a Wolfsburg) e otto consolati onorari (ad Amburgo, Brema, Dresda, Kiel, Lipsia, Mannheim, Norimberga e Saarbrücken). La Germania ha un'ambasciata a Roma, un consolato generale (a Milano) e nove consolati onorari (a Bari, Bolzano, Cagliari, Firenze, Genova, Messina, Napoli, Palermo e Venezia).

## Storia

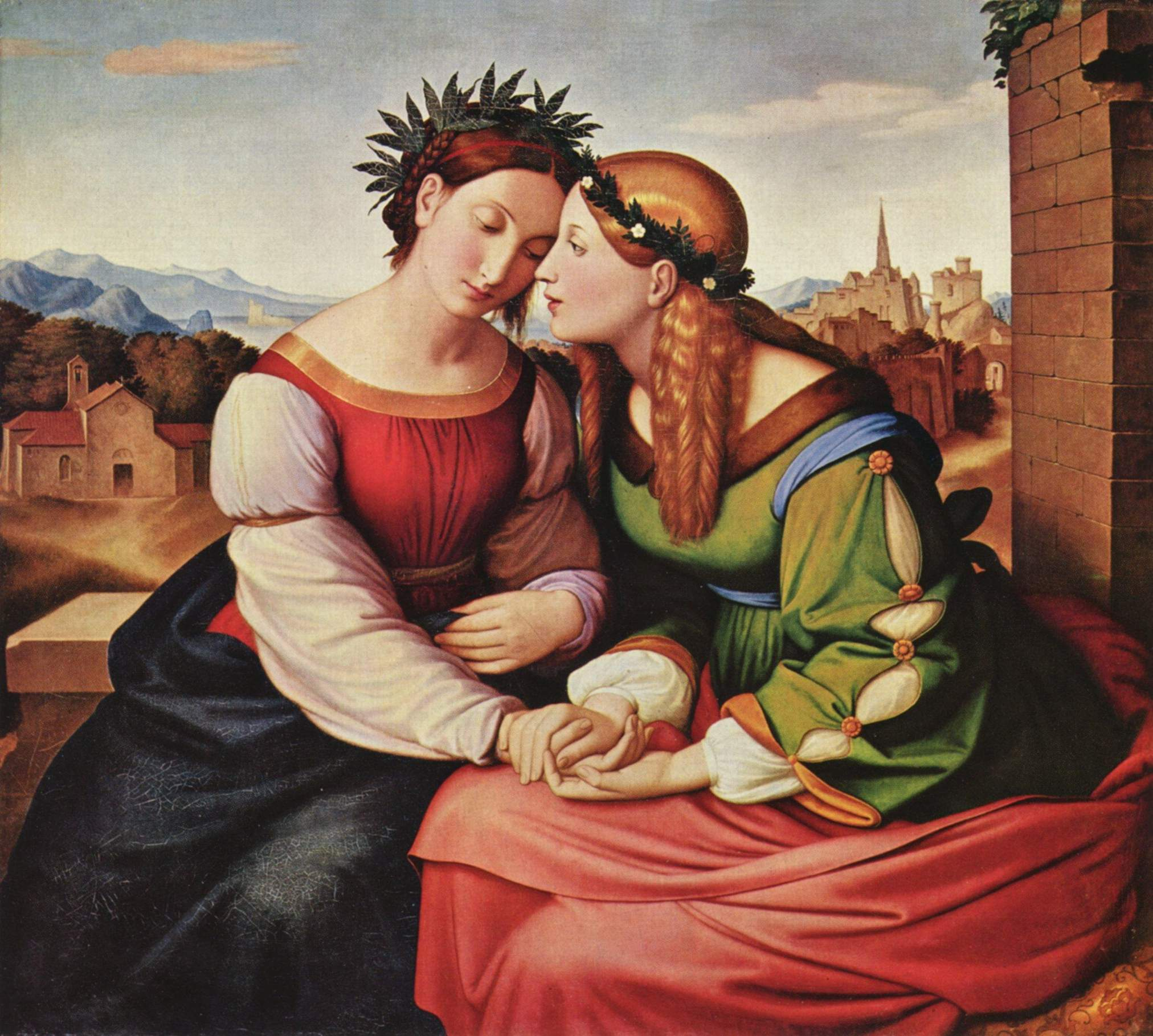
Italia und Germania, dipinto di Johann Friedrich Overbeck prima delle unificazioni dell'Italia e della Germania

Tradizionalmente rivali per tutto il medioevo e l'età moderna, le prime relazioni contemporanee iniziarono subito dopo l'unificazione italiana del 1861. I due paesi vivono un rapporto particolare dal momento che entrambi fecero parte del Sacro Romano Impero e della Confederazione germanica, oltre a combattere insieme contro l'impero austriaco. Nei primi anni del '900, pur avendo formato la Triplice alleanza insieme all'Austria-Ungheria, i due paesi combatterono su fronti opposti durante la prima guerra mondiale. Nel secondo conflitto mondiale Italia e Germania fecero parte dell'Asse, insieme all'impero giapponese, durante la guerra fredda passarono sotto la sfera d'influenza americana (tranne la Germania Est, filo-sovietica). Il boom economico degli anni '60 fece entrare i due paesi nel G6. Nel 2005 un cardinale tedesco, Joseph Ratzinger, fu eletto papa con il nome di Benedetto XVI.